# Ескадрон
Ескадронът е тактическа и административна единица в кавалерията.
За първи път се появяват в епохата на Карл V. Първоначално се делят на роти и се състоят от няколкостотин коня.
Практиката показва, че многочисленият състав на ескадроните затруднява управлението им в боя, намалява бързината на движението им в атака и увеличава дължината на фронта, намалява маневреността им. Затова в началото на 20 век ескадроните навсякъде са се състояли от 120 – 150 коня.

## Русия
В Русия било прието числеността на ескадрона да е 128 конника; ескадроните се делили на 2 полуескадрона и 4 взвода, по 16 реда всеки.
Ескадроните се обединявали в полкове, от 4 до 6 във всеки. В казашките

## България
В българската армия, със заповед №5 от 7 януари 1884 г. кавалерийските групи се преименуват в ескадрони. Ескадроните се състоят от 3 – 4 взвода с общо 120 – 200 кавалеристи.